# Logan River
Logan River är ett vattendrag i Australien. Det ligger i delstaten Queensland, omkring 38 kilometer sydost om delstatshuvudstaden Brisbane.
Trakten runt Logan River består huvudsakligen av våtmarker. Runt Logan River är det ganska glesbefolkat, med 38 invånare per kvadratkilometer. Genomsnittlig årsnederbörd är 1 424 millimeter. Den regnigaste månaden är januari, med i genomsnitt 275 mm nederbörd, och den torraste är oktober, med 21 mm nederbörd.